# Ludovic Zanoni
Ludovic Zanoni (* 26. Juni 1935 in Arad; † 27. Oktober 2021 in Tărtășești) war ein rumänischer Radrennfahrer.

## Sportliche Laufbahn
Einen ersten Erfolg in einem internationalen Etappenrennen erzielte Zanoni in der Rumänien-Rundfahrt 1955, bei der er Zweiter der Gesamtwertung hinter Constantin Dumitrescu wurde. Drei Jahre später konnte er dieses Ergebnis bei der heimischen Rundfahrt wiederholen. Dazu gewann er eine Etappe. An der Internationalen Friedensfahrt nahm Zanoni achtmal teil. Bei seiner ersten Teilnahme 1955 wurde er 28. Sein bestes Ergebnis in der Gesamtwertung erzielte er 1958 mit dem 11. Platz. Bei der Tour d’Europe 1956 belegte er Rang 44.
Bei den Olympischen Sommerspielen 1960 in Rom, bei denen erstmals ein Mannschaftszeitfahren ausgetragen wurde, belegte Zanoni mit der rumänischen Mannschaft den sechsten Platz. 1961 gewann er eine Etappe in der Rumänien-Rundfahrt.